# Världsmästerskapen i rodel 2012
Världsmästerskapen i rodel 2012 hölls den 10-12 februari 2012 i Altenberg i Tyskland.

## Singel herrar
| Medalj | Deltagare              | Tid      |
| ------ | ---------------------- | -------- |
| Guld   | Felix Loch (GER)       | 1.47,332 |
| Silver | Albert Demtjenko (RUS) | +0,328   |
| Brons  | Armin Zöggeler (ITA)   | +0,414   |

## Singel damer
| Medalj | Deltagare                  | Tid      |
| ------ | -------------------------- | -------- |
| Guld   | Tatjana Hüfner (GER)       | 1.44,381 |
| Silver | Tatjana Ivanova (RUS)      | +0,101   |
| Brons  | Natalie Geisenberger (GER) | +0,403   |

## Dubbel
| Medalj | Deltagare                                   | Tid      |
| ------ | ------------------------------------------- | -------- |
| Guld   | Österrike (Andreas Linger, Wolfgang Linger) | 1.23,444 |
| Silver | Tyskland (Toni Eggert, Sascha Benecken)     | +0,220   |
| Brons  | Österrike (Peter Penz, Georg Fischler)      | +0,232   |

## Lag mixed stafett
| Medalj | Lag                                                                                  | Tid      |
| ------ | ------------------------------------------------------------------------------------ | -------- |
| Guld   | Tyskland (Tatjana Hüfner, Felix Loch, Toni Eggert, Sascha Benecken)                  | 2.22,003 |
| Silver | Ryssland (Tatjana Ivanova, Albert Demtjenko, Vladislav Juzjakov, Vladimir Machnutin) | +0,089   |
| Brons  | Kanada (Alex Gough, Samuel Edney, Tristan Walker, Justin Snith)                      | +0,401   |